# Décès en 1296
Décès
- 1292
- 1293
- 1294
- 1295
- 1296
- 1297
- 1298
- 1299
- 1300

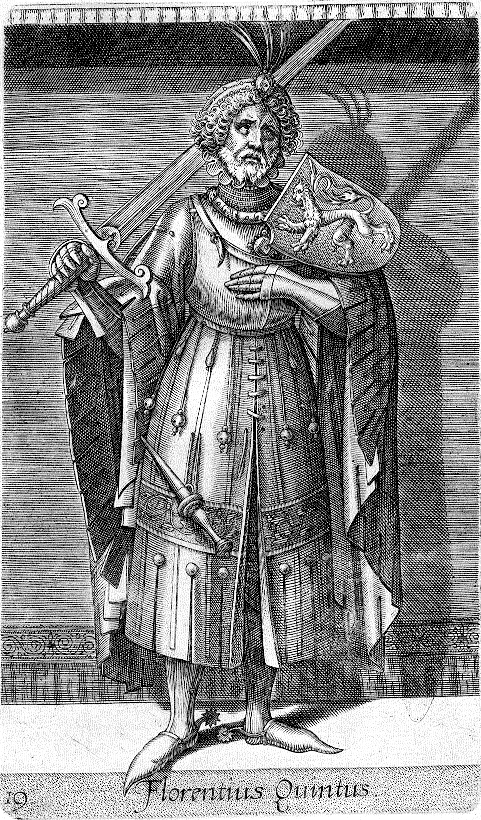
Florent V de Hollande, mort en 1296.

Cette page dresse une liste de personnalités mortes au cours de l'année 1296 :
- 8 février : Przemysl II, roi de Pologne.
- 22 février : Henri V le Gros, ou Henri V l’Obèse, duc de Jawor, de Legnica et de Wrocław.
- 19 mai : Célestin V, 192e pape de l'Église catholique, né Pietro Angeleri, plus connu sous le nom de Pietro de Morrone.
- 5 juin : Edmond de Lancastre, dit « Crouchback » (après les Croisades), prince anglais, comte de Lancastre et de Leicester.
- 7 juin : Philippe de Beaumanoir, jurisconsulte français, considéré comme l'un des plus grands juristes du droit coutumier médiéval, il a notamment rédigé les Coutumes de Beauvaisis.
- 27 juin : Florent V de Hollande,  dit « der Keerlen God » (Le dieu des paysans), comte de Hollande.
- 4 juillet : Konrad von Feuchtwangen, 13e grand maître de l'ordre Teutonique.
- 19 juillet : 
  - Jalâl ud-Dîn Fîrûz Khaljî, sultan de Delhi, fondateur de la dynastie des Khaldjî.
  - Arnold von Solms, évêque de Bamberg.
- 9 août[1],[2] : Hugues de Brienne, comte de Brienne et de Lecce.
- 28 ou 29 septembre : Adolphe V de Berg, comte de Berg.
- 9 octobre : Louis III de Bavière, duc de Bavière.
- 1er novembre : Guillaume V Durand, évêque de Mende.
- 29 novembre : Bouchard d'Avesnes, 65e évêque de Metz.
- 3 décembre : Thomas Ier de Saluces, marquis de Saluces.
- 12 décembre : Isabelle de Mar, noble écossaise.

- Mehmed Bey, fondateur de  la dynastie des Pervânes.
- Guillaume d'Avesnes, évêque de Cambrai.
- Henri de Genève,  évêque de Valence, archevêque de Bordeaux.
- Campanus de Novare, astrologue et mathématicien italien connu pour sa traduction en latin des Éléments d'Euclide. En astrologie, il imagine le système de domification qui porte son nom.
- Guillaume de Putot, abbé de la Trinité de Fécamp.
- Jacques de Révigny, professeur de droit romain à Orléans, créateur de l'école dite des « postglossateurs », évêque de Verdun.
- Guillaume de Valence, noble.
- Ibrahim El-Dessouki, imam égyptien qui occupe une place centrale dans l’histoire du soufisme, fondateur de l'ordre soufi Dessouki.
- Konoe Iemoto, régent kampaku, à deux reprises.
- Angus Mór MacDonald, seigneur d'Islay puis Seigneur des Îles.
- Conrad Probus, cinquante-deuxième évêque de Toul.
- Ugolino Visconti, noble pisan, dernier juge effectif de Gallura.

## Crédit d'auteurs
- Cet article est partiellement ou en totalité issu de l'article intitulé « 1296 » (voir la liste des auteurs).